# Teatro Servadio
Il Teatro Servadio è un teatro situato ad Abbadia San Salvatore.

## Storia e descrizione
Il Teatro, del quale non si sa esattamente l'anno di costruzione, venne realizzato probabilmente verso la metà del XIX secolo. 
Cominciò recitando in una stalla, Luigi Gragnoli, attore, musicista e istrionico rappresentante della famiglia imparentata con i Carli. Fu proprio in una delle proprietà di questi ultimi che le due famiglie, Carli e Gragnoli, decisero di costruire il piccolo teatro nel quale iniziare ad esporre le proprie rappresentazioni teatrali. 
Era il tempo di un grande passaggio storico, l’avvio delle ricerche per l’estrazione mineraria, l’inizio di un periodo di cambiamento che avrebbe letteralmente sconvolto le abitudini di un paesino Abbadia San Salvatore abituato a vivere di castagne, frutti di bosco e funghi, di legname, pietra e carbone. In condizioni di povertà e indigenza che spesso costringevano a migrazioni stagionali in maremma. Con consuetudini e tradizioni antiche, ma che avrebbero di lì a poco conosciuto in un sol colpo il balzo verso la modernità e l’avanguardia tecnologica. 
l teatro fu dedicato al “Commendatore Giacomo Servadio”, deputato, banchiere, ma anche musicista ed impresario teatrale che, con ogni probabilità, prese a cuore la creazione del teatro e fu molto presente ed attivo ad Abbadia San Salvatore, in particolare nelle attività assistenziali. Morì giovane, nel 1875, a soli 49 anni.
Con l’avvento della miniera di mercurio, il Teatro Servadio fu probabilmente la prima (e per molto tempo l’unica) struttura ad ospitare attività ricreative e culturali, riempiendo la propria sala di gente incuriosita ed entusiasta almeno fino al 1925. Ma la miniera continuava ad ingrandirsi, la popolazione ad aumentare e per rispondere alle nuove esigenze, tra il 1926 e il 1929 si diede il via alla costruzione del Cinema Teatro Amiata. Con l’apertura di quest’ultimo, il ruolo del piccolo Servadio cominciò inevitabilmente a declinare. Si dovranno aspettare gli anni ’80 del XX secolo perché il teatro diventi proprietà comunale e si avvii successivamente un’importantissima opera di ristrutturazione che si concluderà solo alle soglie degli anni ’90, quando l’edificio tornerà ad ospitare intrattenimenti popolari e musica. 
Questo spazio ha ospitato rappresentazioni teatrali, allestiti e prevalentemente da compagnie locali, e feste fino all'ultimo dopoguerra. Dopo essere stato utilizzato come palestra e come sala di prove della Filarmonica (1972-82) è stato acquistato dall'Amministrazione Comunale nel 1981 ed è stato completamente restaurato e recuperato all'attività fra il 1989-90 su progetto dell'architetto Sauro Mambrini.
Dal 9 giugno 2017 il Teatro è in gestione all'associazione Formula Nuova Arcadia con direttore artistico Daniele Belloni